# シャーマン・アレクシー
シャーマン・アレクシー（Sherman Joseph Alexie, Jr.,1966年10月7日 –  ）は、アメリカ人詩人、小説家、脚本家、映画監督である。

## 人物
1966年、アメリカワシントン州のスポケーンインディアン居留地の中にある町ウェルピニットで生まれた。スポケーン族とクール・ダレン族の血を引く。高校生の時、よりよい教育を受けるために居留地外のリアーダン高校に転校した。
奨学金を受けてゴンザガ大学に進学し、2年後にワシントン州立大学で学んだ。初めは医師になるためにメディカル・スクールへの進学を志望していたが、解剖学の授業で何度も気絶したため進路を変更せざるを得なくなった。たまたま受講した詩作教室で詩に活路を見いだし、詩人アレックス・クオの薫陶を受けた。アメリカ学の学士号を得て卒業した一年後に初の詩集『The Business of Fancy Dancing』を出版した。
ヒダーツァ、ホー＝チャンク、ポタワトミーの血を引く妻ダイアン・トムヘイヴ（Diane Tomhave）と二人の子供と共にシアトル在住。

## 受賞歴
- ペン/ヘミングウェイ新人賞　（The Lone Ranger and Tonto Fistfight in Heaven（『ローン・レンジャーとトント、天国で殴り合う』）に対して）
- ペン/マラマッド賞　2001年
- オー・ヘンリー賞 2005年（What You Pawn I Will Redeemに対して）
- 全米図書賞　2007年（The Absolutely True Diary of a Part-Time Indian（『はみだしインディアンのホントにホントの物語』）に対して）
- ペン/フォークナー賞　2010年（War Dancesに対して）

## 日本語訳された作品
- 『リザベーション・ブルース』金原瑞人訳、東京創元社、海外文学セレクション、1998年
- 『インディアン・キラー』金原瑞人訳、東京創元社、海外文学セレクション、1999年
- 『ローン・レンジャーとトント、天国で殴り合う』金原瑞人、海外文学セレクション、小川美紀共訳、東京創元社、1999年
- 『はみだしインディアンのホントにホントの物語』Super! YA、エレン・フォーニー絵、さくまゆみこ訳、小学館、2010年

## 主な著書

### 詩
- On The Amtrak from Boston to New York City (1990)
- The Business of Fancydancing (1991)
- I Would Steal Horses (1992)
- Old Shirts and New Skins (1993)
- Postcards to Columbus (1993)
- First Indian on the Moon (1993)
- Seven Mourning Songs For the Cedar Flute I Have Yet to Learn to Play (1993)
- Water Flowing Home (1995)
- The Summer of Black Widows (1996)
- The Man Who Loves Salmon (1998)
- One Stick Song (2000)
- Dangerous Astronomy (2005)
- Face (2009), Hanging Loose Press (2009)

### 小説
- en:The Lone Ranger and Tonto Fistfight in Heaven（『ローン・レンジャーとトント、天国で殴り合う』）(1994)
- en:Reservation Blues（『リザベーション・ブルース』） (1995)
- en:Indian Killer（『インディアン・キラー』） (1996)
- The Toughest Indian in the World (2000) (短編集)
- Ten Little Indians (2003)
- en:Flight (2007 novel)
- en:The Absolutely True Diary of a Part-Time Indian（『はみだしインディアンのホントにホントの物語』）(2007)
- en:War Dances (2009)

### 映画
- スモーク・シグナルズ (1998)脚本
- en:The Business of Fancydancing (2002)監督、脚本
- 49? (2003)脚本